# Félix de Azara
Don Félix de Azara (født 18. maj 1742 i Barbuñales i den spanske provins Huesca, død 20. oktober 1821 samme sted) var en spansk naturforsker. 
I mange år opholdt Azara sig i Sydamerika og anlagde store naturaliesamlinger. Hans store værk Voyage dans l'Amérique méridionale udkom i Paris 1809 i 4 bind; det er vigtig navnlig for Paraguays og Rio de la Platas vedkommende.